# Johann Konnerth
Johann Konnerth (* 1966 in Schäßburg) ist ein deutscher Konzerttrompeter, der als erster Solotrompeter am Theater Ulm tätig ist.

## Werdegang
Nach dem Besuch des Musikgymnasiums in Klausenburg (Siebenbürgen) und erstem Unterricht sowohl bei seinem Vater als auch bei Ilie Muntean studierte Johann Konnerth im Hauptfach Trompete. 1988 begann er ein Studium an der Hochschule für Musik in Würzburg bei Werner Heckmann und Professor Helmut Erb sowie bei Günther Beetz in Mannheim. Das Studium schloss Konnerth als Diplommusiker und mit dem Meisterklassendiplom ab. Seit 1990 ist Konnerth Erster Solotrompeter im Philharmonischen Orchester Ulm und am Theater Ulm.
Johann Konnerth pflegt eine rege solistische Konzerttätigkeit in ganz Süddeutschland. Er ist Mitglied verschiedener Kammermusikensembles (u. a. Brass Philharmonie Stuttgart, Baden-Württembergisches Blechbläserquintett).

## Einspielungen
- "Tromba aalensis". Johann Konnerth (Trompete) spielt Werke von Johann Sebastian Bach, Antonio Vivaldi und Gottfried August Homilius; Thomas Haller spielt auf den Orgeln der drei großen Kirchen von Aalen (in der Salvatorkirche, Evangelischen Stadtkirche und Marienkirche) - Aufnahme 2006.
- Tromba aalensis 2 - Wachet auf, ruft uns die Stimme. Festliche Musik für zwei Trompeten und Orgel, mit Werken von Bach (BWV 76, 77, 78, 79 und 140), Petronio Franceschini und Antonio Vivaldi, mit Thomas Haller (Orgel), Johann Konnerth und Jörg Günter (Trompeten, Piccolotrompete und Flügelhorn), Aufnahme vom Juli 2007 in der Salvatorkirche Aalen, Tonstudio Resonanz, LC 00378
- "Erschallet Trompeten!". Festliche Musik aus dem Kloster Roggenburg, mit Friedrich Fröschle (Orgel), Claude Rippas (Trompete), Johann Konnerth (Trompete) - (Aufnahmen von 2007, drrb audio production rgb 2007); Werke von Giuseppe Torelli, Jean Philippe Rameau, Georg Philipp Telemann, Georg Friedrich Händel und Johann Sebastian Bach.